# Casimiro VI di Pomerania
Casimiro VI di Pomerania, in lingua tedesca Kasimir VI. von Pommern (Wolgast, 22 marzo 1557 – Neuhausen presso Rügenwalde, 10 maggio 1605), fu un duca (non regnante) di Pomerania, appartenente alla dinastia dei Greifen e vescovo evangelico di Cammin.
Era figlio di Filippo I, duca di Pomerania-Wolgast e della di lui consorte Maria di Sassonia (1515 – 1583).

## Biografia
Alla morte del padre, avvenuta nel 1560, gli erano sopravvissuti cinque dei sei figli avuti da Maria di Sassonia, ma erano tutti minorenni per cui necessitavano di una tutela. Essa fu affidata al maresciallo di corte Ulrico di Schwerin, come reggente, ed a un Consiglio di Reggenza di undici membri.
Nel 1569 si ebbe una suddivisione del governo della Pomerania che fu sottoscritta con il Trattato di Jasenitz, a partire dal 25 luglio del medesimo anno.
Per Casimiro fu prevista una successiva assunzione del titolo di vescovo evangelico di Cammin e dopo che il fratello Giovanni Federico rinunciò al vescovato, questo fu assunto da Casimiro, che aveva allora solo 17 anni. Nel 1578 egli intraprese un lungo viaggio (Grand Tour) che lo portò a visitare l'Italia ed i Paesi Bassi.
Come vescovo di Cammin Casimiro entrò spesso in conflitto con la città di Kolberg.
Essendo più interessato alla pesca, ai bagordi ed ai viaggi, egli lasciò la cura del vescovado ai suoi consiglieri, principalmente a Joachim Damnitz.
Nel   1602 Casimiro rinunciò al vescovato di Cammin e subentrò al fratello maggiore Barnim X di Pomerania, che aveva assunto il governo del ducato di Pomerania-Stettino, nella carica di amministratore della circoscrizione (Amt) di Rügenwalde. Successivamente si aggiunse quella di Bütow. Dopo la morte del fratello Barnim X, avvenuta nel mese di settembre del 1603, egli avrebbe potuto subentrargli nel governo del ducato di Pomerania-Stettino, ma essendo gravemente ammalato, vi rinunciò.
Morì scapolo e la sua salma fu inumata nella chiesa del Castello di Stettino.

## Conteggio
La conta dei signori della casa dei Greifen è stata da sempre piuttosto ingarbugliata. Dai tempi antichi sono presenti alcune difformità. Il conteggio moderno che assegna a questo Casimiro il numero VI emerge se si contano solo gli appartenenti al casato dei Greifen che hanno raggiunto la maggiore età. Se invece si contano anche i Greifen che sono morti bambini, il conteggio passa a IX e Casimiro VI diverrebbe Casimiro IX, denominazione che era frequente nella bibliografia antica.

## Ascendenza
|                                             |                                           |                                                  | Genitori                                            |  |  | Nonni |  |  | Bisnonni                           |  |  | Trisnonni                               |  |
|                                             |                                           |                                                  |                                                     |  |  |       |  |  | Bogislaw X, VIII duca di Pomerania |  |  | Erich II, VII duca di Pomerania-Wolgast |  |
|                                             |                                           |                                                  |                                                     |  |  |       |  |  | Bogislaw X, VIII duca di Pomerania |  |  | Erich II, VII duca di Pomerania-Wolgast |  |
|                                             |                                           | duchessa Sophia von Pommern-Stolp                |                                                     |  |  |       |  |  | Bogislaw X, VIII duca di Pomerania |  |  |                                         |  |
| Georg I, IX duca di Pomerania               |                                           |                                                  |                                                     |  |  |       |  |  | Bogislaw X, VIII duca di Pomerania |  |  |                                         |  |
|                                             |                                           | principessa Anna Jagiellonka                     | Kazimierz IV, re di Polonia e granduca di Lituania  |  |  |       |  |  |                                    |  |  |                                         |  |
|                                             |                                           | principessa Anna Jagiellonka                     | Kazimierz IV, re di Polonia e granduca di Lituania  |  |  |       |  |  |                                    |  |  |                                         |  |
|                                             |                                           | principessa Anna Jagiellonka                     | principessa Elisabeth von Österreich                |  |  |       |  |  |                                    |  |  |                                         |  |
| Philipp I, I duca di Pomerania-Wolgast      |                                           | principessa Anna Jagiellonka                     |                                                     |  |  |       |  |  |                                    |  |  |                                         |  |
|                                             |                                           | Philipp, XXIX elettore e conte palatino del Reno | Ludwig IV, XXVII elettore e conte palatino del Reno |  |  |       |  |  |                                    |  |  |                                         |  |
|                                             |                                           | Philipp, XXIX elettore e conte palatino del Reno | Ludwig IV, XXVII elettore e conte palatino del Reno |  |  |       |  |  |                                    |  |  |                                         |  |
|                                             |                                           | Philipp, XXIX elettore e conte palatino del Reno | principessa Margherita di Savoia                    |  |  |       |  |  |                                    |  |  |                                         |  |
| principessa Amalie von der Pfalz            |                                           | Philipp, XXIX elettore e conte palatino del Reno |                                                     |  |  |       |  |  |                                    |  |  |                                         |  |
|                                             |                                           | principessa Margarete von Bayern-Landshut        | Ludwig IX, V duca di Baviera-Landshut               |  |  |       |  |  |                                    |  |  |                                         |  |
|                                             |                                           | principessa Margarete von Bayern-Landshut        | Ludwig IX, V duca di Baviera-Landshut               |  |  |       |  |  |                                    |  |  |                                         |  |
|                                             |                                           | principessa Margarete von Bayern-Landshut        | principessa Amalia von Sachsen                      |  |  |       |  |  |                                    |  |  |                                         |  |
| Kasimir VI, II duca di Pomerania-Rügenwalde |                                           | principessa Margarete von Bayern-Landshut        |                                                     |  |  |       |  |  |                                    |  |  |                                         |  |
|                                             | Ernst, VIII principe elettore di Sassonia | Friedrich II, VII principe elettore di Sassonia  |                                                     |  |  |       |  |  |                                    |  |  |                                         |  |
|                                             | Ernst, VIII principe elettore di Sassonia | Friedrich II, VII principe elettore di Sassonia  |                                                     |  |  |       |  |  |                                    |  |  |                                         |  |
|                                             | Ernst, VIII principe elettore di Sassonia | Margaretha von Österreich                        |                                                     |  |  |       |  |  |                                    |  |  |                                         |  |
| Johann, X principe elettore di Sassonia     | Ernst, VIII principe elettore di Sassonia |                                                  |                                                     |  |  |       |  |  |                                    |  |  |                                         |  |
|                                             |                                           | duchessa Elisabeth von Bayern-München            | Albrecht III, IV duca di Baviera-Monaco             |  |  |       |  |  |                                    |  |  |                                         |  |
|                                             |                                           | duchessa Elisabeth von Bayern-München            | Albrecht III, IV duca di Baviera-Monaco             |  |  |       |  |  |                                    |  |  |                                         |  |
|                                             |                                           | duchessa Elisabeth von Bayern-München            | duchessa Anna von Braunschweig-Grubenhagen          |  |  |       |  |  |                                    |  |  |                                         |  |
| principessa Maria von Sachsen               |                                           | duchessa Elisabeth von Bayern-München            |                                                     |  |  |       |  |  |                                    |  |  |                                         |  |
|                                             |                                           | Waldemar VI, IX principe di Anhalt-Köthen        | Georg I, II principe di Anhalt-Zerbst               |  |  |       |  |  |                                    |  |  |                                         |  |
|                                             |                                           | Waldemar VI, IX principe di Anhalt-Köthen        | Georg I, II principe di Anhalt-Zerbst               |  |  |       |  |  |                                    |  |  |                                         |  |
|                                             |                                           | Waldemar VI, IX principe di Anhalt-Köthen        | contessa Sophie von Hohnstein                       |  |  |       |  |  |                                    |  |  |                                         |  |
| principessa Margarete von Anhalt-Köthen     |                                           | Waldemar VI, IX principe di Anhalt-Köthen        |                                                     |  |  |       |  |  |                                    |  |  |                                         |  |
|                                             |                                           | contessa Margarete von Schwarzburg-Sondershausen | Günther XXXVI, conte di Schwarzburg-Sondershausen   |  |  |       |  |  |                                    |  |  |                                         |  |
|                                             |                                           | contessa Margarete von Schwarzburg-Sondershausen | Günther XXXVI, conte di Schwarzburg-Sondershausen   |  |  |       |  |  |                                    |  |  |                                         |  |
|                                             |                                           | contessa Margarete von Schwarzburg-Sondershausen | conte Margarethe von Henneberg-Schleusingen         |  |  |       |  |  |                                    |  |  |                                         |  |
|                                             |                                           | contessa Margarete von Schwarzburg-Sondershausen |                                                     |  |  |       |  |  |                                    |  |  |                                         |  |